# Coleophora thulea
Coleophora thulea is een vlinder uit de familie kokermotten (Coleophoridae). De wetenschappelijke naam is voor het eerst geldig gepubliceerd in 1967 door Johansson.
De soort komt voor in Europa.